# Pokotoa Sipeli
Pokotoa Ikiua Lalotoa Sipeli NDSC és un polític retirat de Niue, antic Ministre en el gabinet de Toke Talagi del 2008 al 2020.

## Carrera política
Sipeli va ser elegit com a membre de l'Assemblea de Niue en l'escó per Liku en les eleccions generals de 1993. Després de les eleccions generals de 2008, va ser nomenat ministre de correu i telecomunicacions, ministre d'agricultura, sivicultura i pesca i ministre de serveis administratius pel primer ministre Toke Talagi.
També és president del Consell pel Desenvolupament de les TIC a Niue (NiDC).
En els Premis Nacionals de Niue de 2022, va rebre la Creu del Servei Distingit de Niue.
Sipeli es va retirar en les eleccions de 2023.